# Okawa
Ōkawa (大川市; -shi) é uma cidade japonesa localizada na prefeitura de Fukuoka.
Em 2003 a cidade tinha uma população estimada em 40 151 habitantes e uma densidade populacional de 1 194,61 h/km². Tem uma área total de 33,61 km².
Recebeu o estatuto de cidade a 1 de Abril de 1954.

## Cidade-irmã
- Pordenone, Itália